# Titisee (meer)
De Titisee is een meer in het zuidelijke gedeelte van het Zwarte Woud in Baden-Württemberg. Het meer strekt zich uit over een oppervlakte van 1,3 km² en heeft een gemiddelde diepte van 20 meter. Het meer is ontstaan door de Feldberggletser, waarvan de in het Pleistoceen gevormde morenen nu de huidige oever begrenzen. De uitstroom van het meer, op 840 meter boven zeeniveau, is de rivier de Wutach. Op de noordelijke oever ligt het gelijknamige kuuroord, een onderdeel van de stad Titisee-Neustadt.

## De Titisee in de winter
Het duurt erg lang voordat het meer in de winter dichtvriest. Dit komt door de wind die het oppervlaktewater bijna constant in beweging houdt. Na een fataal ongeluk op het meer, begin van de jaren 80 van de 20e eeuw, bestaan er strenge regels over de dikte van het ijs voordat het wordt toegestaan zich erop te begeven. In die tijd werd het meer gebruikt als start- en landingsbaan voor kleine vliegtuigjes. Om deze baan vrij te houden werd een tractor met sneeuwschuiver gebruikt. De tractor zakte door het ijsdek en zonk in het meer, waarbij de bestuurder verdronk.

## Naam
De naam Titisee is relatief oud. De eerste schriftelijke aantekeningen bevinden zich in het Allerheiligenklooster in Schaffhausen, waarin de naam Titinsee genoemd wordt. Ook de naam Dettesee wordt in een oorkonde uit de pastorie van Saig genoemd, die uit het jaar 1111 stamt. Vanaf ongeveer 1750 wordt de naam in zijn huidige vorm genoemd.
Parallel aan deze etymologische herkomst bestaat er nog een andere theorie. Volgens deze theorie zou de Romeinse veldheer Titus in de buurt van het meer gelegerd zijn geweest. Daarbij zou het meer zo bij hem in de smaak gevallen zijn, dat hij het zijn naam gaf.

## Toerisme
Jaarlijks komen er vele toeristen naar de Titisee. Er kunnen boottochten op het meer gehouden worden. Ook is het mogelijk rond het meer te lopen.